# 5 Korpus Kawalerii (ZSRR)

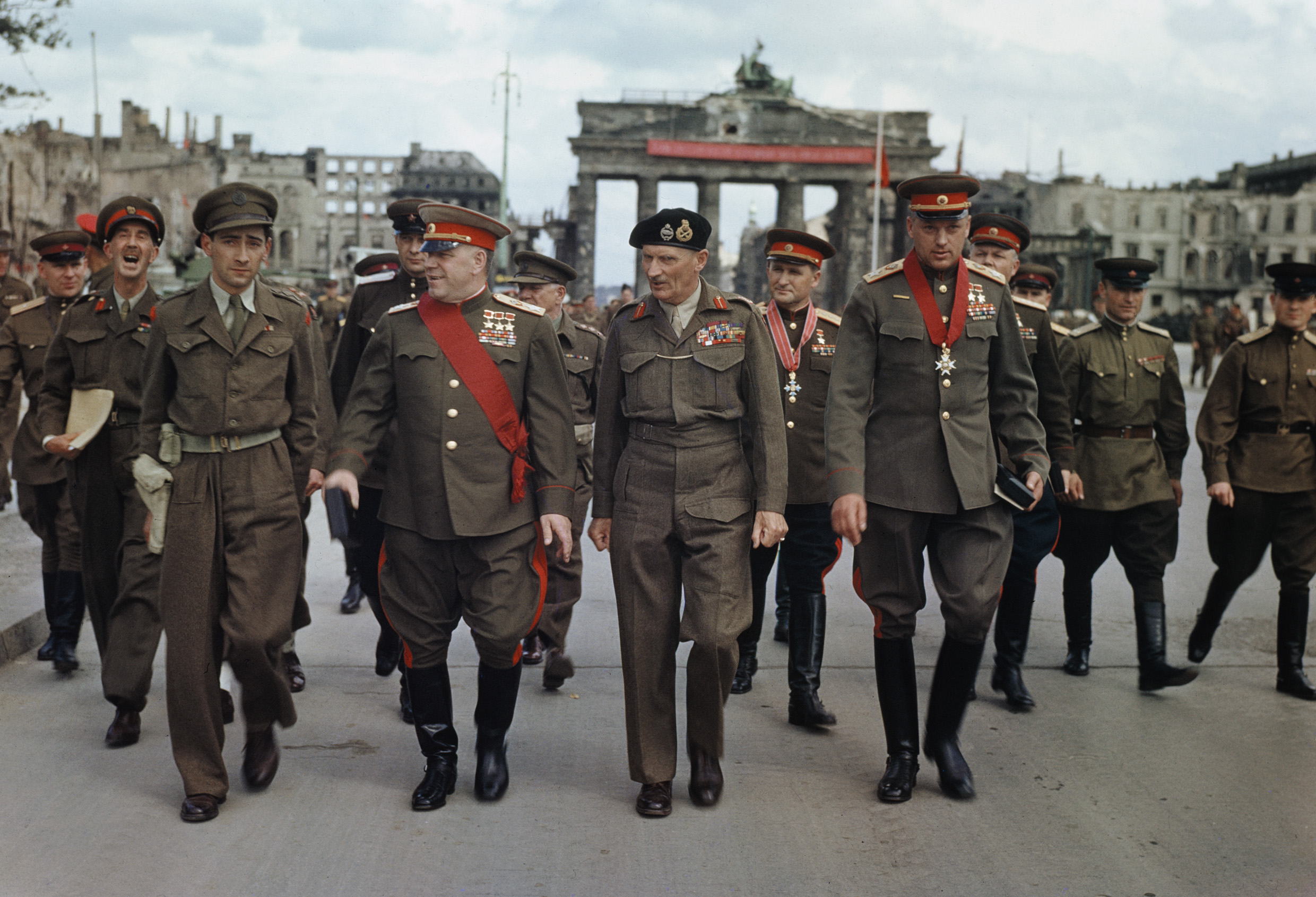
Marszałek Konstanty Rokosowski (były dowódca 5 KKwa.) wraz z marszałkami Gieorgijem Żukowem i Bernardem Law Montgomerym w zdobytej stolicy III Rzeszy

5 Korpus Kawalerii (ros. 5-й кавалерийский корпус) – oddział kawalerii Armii Czerwonej, formowany dwukrotnie, uczestniczył w działaniach bojowych w czasie II wojny światowej.
5 Korpus Kawalerii (5 KKaw.) sformowany został 24 kwietnia 1934. Od 17 września 1939 wraz z wojskami III Rzeszy i Słowacji brał udział w kampanii wrześniowej w składzie 12 Armii. W czasie ataku III Rzeszy na Związek Radziecki dokonanego 22 czerwca 1941, wchodził w skład 6 Armii. W lipcu przez kilka dni 5 KKaw. dowodzony przez gen. Kamkowa powstrzymywał przeprawę przez rzekę Bug oddziałów pancernych dowodzonych przez gen. Kleista. Rozkazem z 25 grudnia 1941 5 KKaw. został przekształcony w 3 Gwardyjski Korpus Kawalerii.
Po przekształceniu 5 Korpusu Kawalerii w 3 Gwardyjski Korpus Kawaleryjski, pod nazwą 5 Korpus Kawalerii sformowano 1 stycznia 1942 kolejną jednostkę kawalerii o tej samej nazwie. Nowy 5 KKaw. uczestniczył w udanych działaniach bojowych w składzie 37 Armii, jednak po niepowodzeniach pod Charkowem zadecydowano o jego rozwiązaniu, co nastąpiło na mocy rozkazu z 15 lipca 1942.

## Dowództwo korpusu
Dowódcy:
- komdiw Konstanty Rokossowski
- kombrig Dmitrij Wajnerch-Waniarch
- komdiw Wasilij Gonin (w czasie kampanii wrześniowej)[5]
- gen. mjr Fiodor Kamkow[2] (14.03.1941 - 20.11.1941)
- gen. mjr Wasilij Kriuczonkin (21.11.1941 - 25.12.1941)
- gen. mjr Andriej Grieczko (18.01.1942 - 15.04.1942)
- gen. mjr Issa Plijew (16.04.1942 - 07.06.1942)
- gen. mjr Teofan Parchomienko (08.06.1942 - 15.07.1942)[4].

Szefowie sztabu:
- kombrig Paweł Biełow[5].

## Struktura organizacyjna
Skład we wrześniu 1939:
- 9 Krymska Dywizja Kawalerii imienia Rady Komisarzy Ludowych USRR
- 16 Syberyjska Dywizja Kawalerii

Skład 22 czerwca 1941:
- 6 Dywizja Kawalerii
- 36 Dywizja Kawalerii

Skład po II sformowaniu 5KKaw.:
- 34 Dywizja Kawalerii
- 60 Dywizja Kawalerii
- 79 Dywizja Kawalerii
- 132 Brygada Pancerna